# Atmosphere
Atmosphere is een nummer van de Britse postpunkband Joy Division.
Het werd oorspronkelijk in de herfst van 1979 uitgebracht op single op slechts 1687 exemplaren via het obscure Franse label Sordide Sentimental onder de naam Licht und Blindheit, met Dead Souls als B-kant. Deze single was toen al zeer moeilijk te verkrijgen en is nu een zeer waardevol verzamelobject. Het nummer werd in 1980 opnieuw op single uitgebracht, als B-kant van She's Lost Control. In 1988 werd het opnieuw op single uitgegeven, met bijbehorende clip van Anton Corbijn. Ondertussen was het ook te vinden op het compilatie-album Substance.
Het lied werd naar verluidt gedraaid bij de begrafenis van zanger Ian Curtis. Ook kwam het in de film 24 Hour Party People, een film over het platenlabel Factory Records, waar Joy Division op gecontracteerd stond, voor. Atmosphere viel te horen in de sentimentele scène waarin Curtis in zijn grafkist ligt en producer Tony Wilson afscheid 
Wat opvallend is aan het nummer Atmosphere is dat het een veel minder hard nummer is dan de groep gewoonlijk maakt. Synthesizers spelen de hoofdrol en de gitaar, die wordt bespeeld door Ian, is slechts aan het einde van de track hoorbaar.

## Clip
De clip van Atmosphere is geregisseerd door popfotograaf Anton Corbijn. De clip, gemaakt in 1988 (acht jaar na de dood van zanger Ian Curtis), bevat vele fragmenten van Ian Curtis. Grote foto's van hem worden over een strand heen gedragen.

## NPO Radio 2 Top 2000
| Nummer met noteringen in de NPO Radio 2 Top 2000 | '16  | '17  | '18  | '19  | '20  |
| ------------------------------------------------ | ---- | ---- | ---- | ---- | ---- |
| Atmosphere                                       | 1958 | 1870 | 1819 | 1872 | 1997 |

1. ↑  Een vetgedrukt getal geeft de hoogste notering aan.
2. ↑  2016 was het eerste jaar met een notering voor dit nummer.
3. ↑  Deze tabel is bijgewerkt tot en met de laatste editie (2024).